# Colin Joyce
Pour les articles homonymes, voir Joyce.
Colin Joyce, né le 6 août 1994 à Pocatello (Idaho), est un coureur cycliste américain.

## Biographie
En 2018, il termine troisième de l'Arctic Race of Norway.

## Palmarès et résultats

### Palmarès par année
- 2010
  -  Champion des États-Unis du contre-la-montre juniors (15-16 ans)
- 2011
  - 2e du championnat des États-Unis sur route juniors (17-18 ans)
- 2012
  - Tour d'Irlande juniors :
    - Classement général
    - 2e étape
- 2013
  - Heber Valley Circuit Race
- 2014
  - 1re étape de la Little City Stage Race
  - 3e de la Little City Stage Race
- 2015
  - 3e du Grand Prix Liberty Seguros
  - 3e du championnat des États-Unis sur route espoirs
- 2016
  - 1re étape du Tour d'Alberta
  - 1re étape de l'Olympia's Tour (contre-la-montre par équipes)
- 2017
  - North Star Grand Prix :
    - Classement général
    - 5e étape
- 2018
  - 2e étape de l'Arctic Race of Norway
  - 2e de la Winston-Salem Cycling Classic
  - 3e de l'Arctic Race of Norway
- 2019
  - Rutland-Melton International Cicle Classic
- 2021
  - 4e étape du Tour du Danemark

### Classements mondiaux
| Année            | 2015 | 2016   | 2017   |
| ---------------- | ---- | ------ | ------ |
| UCI America Tour | 248e | 55e    | 49e    |
| UCI Europe Tour  | 493e | 1 589e | 1 635e |